# Resident Evil (phim)
Resident Evil (tựa Việt: Vùng đất dữ) là một bộ phim khoa học viễn tưởng kinh dị năm 2002, kịch bản và đạo diễn: Paul WS Anderson. Diễn viên tham gia: Milla Jovovich,
Michelle Rodriguez và Colin Salmon. Đây là phần đầu tiên trong Loạt phim Resident Evil, dựa trên game sống còn kinh dị của Capcom và loạt video game Resident Evil.
Dựa trên yếu tố từ trò chơi video Resident Evil và Resident Evil 2, bộ phim kể về nhân vật nữ chính bị mất trí nhớ tên là Alice và một đội quân của Tổng công ty Umbrella cố gắng để tìm hiểu sự bùng nổ của T-virus tại một cơ sở bí mật dưới lòng đất. Bộ phim nhận được đánh giá tiêu cực từ các nhà phê bình nhưng chỉ thu về hơn 102,000,000$ trên toàn thế giới.

## Nội dung
Bên dưới lòng Thành phố Raccoon tồn tại một cơ sở nghiên cứu di truyền được gọi là Tổ Ong, thuộc sở hữu của Tập đoàn Umbrella. Một tên trộm đánh cắp T-virus biến đổi gen và làm cả nhân viên của Tổ Ong nhiễm nó. Sau đó, trí tuệ nhân tạo của tập đoàn là Red Queen, đóng cửa Tổ Ong và giết chết tất cả mọi người bên trong.
Alice tỉnh dậy trong một ngôi biệt thự bỏ hoang và dường như không nhớ chuyện gì đã xảy ra. Cô mặc quần áo, đi vòng quanh ngôi biệt thự và cô bị tấn công bởi một người không rõ tên. Một nhóm biệt kích đột nhập vào dinh thự và bắt giữ người đã tấn công cô, người đó tự giới thiệu mình là Matt Addison, một cảnh sát trong Raccoon P.D.. Nhóm biệt kích giải thích rằng tất cả mọi người trong nhóm, ngoại trừ Matt là nhân viên của tập đoàn Umbrella. Họ nói rằng Alice và đối tác của mình tên Spence là người bảo vệ cho một lối vào Tổ Ong dưới sự ngụy trang là một cặp vợ chồng sống trong biệt thự. Năm giờ trước khi Red Queen đóng cửa toàn bộ cơ sở và nó đã thải ra khí làm mất trí nhớ. Đội biệt kích không biết lý do tại sao Red Queen lại niêm phong cơ sở. Nhóm tiếp tục đến tàu ngầm dưới dinh thự dẫn đến Tổ Ong, nơi họ tìm thấy Spence. Họ lên xe lửa và đi vào Tổ Ong.
Họ đến phòng của Red Queen, nhưng nó được bảo vệ bởi một hệ thống phòng thủ laser và đã giết chết bốn người lính. Kaplan vô hiệu hóa Red Queen và hệ thống phòng thủ, mở tất cả các cánh cửa bên trong Tổ Ong. Nhưng họ không biết chính việc làm đó đã giải phóng cho những thấy ma đã từng là nhân viên của Tổ Ong nhưng bị biến đổi bởi T-virus và những động vật đột biến. Trong một trận chiến với thây ma, Rain bị cắn và JD đã chết. Alice bắt đầu nhớ lại những ký ức của mình, nhưng Matt và Alice bị tách ra khỏi nhóm. Matt tìm kiếm thông tin về cô em gái Lisa, trong khi Alice gặp một vài con chó bị nhiễm bệnh và cô đã hạ tất cả chúng.
Matt tìm thấy em gái mình nhưng cô cũng đã biến thành thây ma. Alice cứu Matt và Matt giải thích rằng ông và Lisa là nhà hoạt động môi trường. Lisa thâm nhập vào Umbrella để có bằng chứng thí nghiệm bất hợp pháp. Alice nhớ lại cô đã có tiếp xúc với Lisa trong Tổ Ong và đã đưa cô xuống Umbrella, nhưng cô không kể với Matt. Có vài người sống sót tại căn phòng của Red Queen. Nhóm biệt kích nói rằng họ có một giờ trước khi Tổ Ong sẽ đóng cửa tự động, giữ những thây ma bên trong. Alice và Kaplan kích hoạt Red Queen để tìm một lối ra và giàn khoan ngắt mạch Red Queen để buộc Red Queen hợp tác với mình. Khi họ thoát ra qua đường hầm bảo trì, họ bị phục kích bởi những thây ma. Kaplan bị cắn và tách ra khỏi nhóm.
Alice nhớ rằng một thứ thuốc ngừa virus vẫn còn trong phòng thí nghiệm, nhưng khi họ đến nơi nó dã bị mất. Spence lấy lại trí nhớ của mình, anh nhận ra mình là người đã đánh cắp và phát tán virus. Anh đã giấu T-virus và thuốc chống virus trên tàu. Spence bị cắn và anh cố lên tàu. Anh lấy thuốc chống virus, nhưng bị phục kích và bị giết bởi một licker (những thứ được tiêm trực tiếp virus T). Red Queen cung cấp thông tin cho Alice và Matt nếu họ giết Rain, nó nói nếu một người bị nhiễm quá lâu thì thuốc chống virus không đáng tin cậy. Một licker cố gắng tiếp cận họ, Rain nói với Alice hãy giết cô. Alice từ chối, sau đó đột nhiên xảy ra cúp điện. Cửa phòng thí nghiệm mở ra để lộ Kaplan, người đã vô hiệu hóa Red Queen để mở cửa. Họ đến tàu, nơi mà Alice đã có thứ thuốc chống virus.
Trên tàu, Alice tiêm cho Rain và Kaplan thuốc. Tuy nhiên, một đang licker đang trốn trên tàu, nó tấn công họ và cào Matt, rồi giết Kaplan. Alice và Matt cố gắng giết licker. Rain biến thành thây ma và tấn công Matt, nhưng anh đã kịp giết cô. Họ mở một cửa sập, thả licker dưới tàu và giết chết nó. Matt và Alice thoát khỏi Tổ Ong và đóng cửa hầm.
Tại dinh thự, vết thương của Matt bắt đầu biến đổi. Trước khi Alice tiêm cho anh ta thuốc chống virus thì cửa ra vào ngôi biệt thự bật mở và một nhóm các nhà khoa học Umbrella vào bên trong. Họ khuất phục Alice và đưa Matt đi, ông sẽ được đưa vào chương trình Nemesis và họ có ý định mở lại Tổ Ong. Alice cố gắng chống lại chúng, nhưng bị đánh bất tỉnh.
Một thời gian sau, Alice tỉnh dậy tại bệnh viện thành phố Raccoon, cô không nhớ về những gì đã xảy ra kể từ khi bị bắt. Sau khi thoát, cô đi ra ngoài thành phố và nhận ra thành phố đã bị bỏ hoang. Một thông báo cho thấy T-Virus lây lan đến thành phố sau khi Umbrella mở cửa trở lại Tổ Ong và đã tạo ra một đội quân thây ma tàn phá thành phố. Alice mang theo một khẩu súng ngắn từ một chiếc xe cảnh sát bị bỏ rơi.

## Diễn viên
- Milla Jovovich vai Alice
- Michelle Rodriguez vai Rain Ocampo
- Eric Mabius vai Matt Addison
- James Purefoy vai Spence Parks
- Martin Crewes vai Chad Kaplan
- Colin Salmon vai James "One" Shade
- Ryan McCluskey vai Ông Grey
- Oscar Pearce vai Ông Green
- Indra Ové vai Bà Black
- Anna Bolt vai Tiến sĩ Green
- Joseph May vai Tiến sĩ Blue
- Robert Tannion vai Tiến sĩ Brown
- Heike Makatsch vai Tiến sĩ Lisa Addison
- Stephen Billington vai Mr. White
- Fiona Glascott vai Ms. Gold
- Pasquale Aleardi vai J.D. Salinas
- Liz May Brice vai Medic
- Torsten Jerabek vai Biệt động quân #1/Vance Drew
- Marc Logan-Black vai Biệt động quân #2/Alfonso Warner
- Michaela Dicker vai Red Queen
- Jason Isaacs vai Dr. William Birkin/Narrator (uncredited)
- Thomas Kretschmann vai Major Cain
- Jeremy Bolt and Barry Best (uncredited) vai thây ma